# Luperina samnii
Luperina samnii là một loài bướm đêm trong họ Noctuidae.